# مشکلی نیست این عشقه
مشکلی نیست، این عشقه (کره‌ای: 괜찮아, 사랑이야; لاتین‌نویسی اصلاح‌شده: Gwaenchanha, Sarang-iya) یک مجموعهٔ تلویزیونی کره جنوبی سال ۲۰۱۴ با بازی جو این سونگ، گونگ هیو جین، سونگ دونگ ایل، لی کوانگ-سو و دو کیونگ-سو است. این مجموعه از ۲۳ ژوئیه تا ۱۰ سپتامبر ۲۰۱۴، روزهای چهارشنبه و پنجشنبه ساعت ۲۱:۵۵ (کی‌اس‌تی) از اس‌بی‌اس برای ۱۶ قسمت پخش شد.

## بازیگران

### اصلی
- جو این سونگ در نقش جانگ جه یول[۸]
- گونگ هیو جین در نقش جی هه سو[۹][۱۰][۱۱][۱۲][۱۳]
- سونگ دونگ ایل در نقش جو دونگ مین
- لی کوانگ-سو در نقش پارک سو کوانگ
- دو کیونگ-سو در نقش هان کانگ وو[۱۴][۱۵][۱۶][۱۷][۱۸]